# Aurelian Andreescu
Aurelian Andreescu (n. 12 mai 1942, București, România – d. 22 iulie 1986, Constanța, România) a fost un cântăreț român de muzică ușoară, considerat de critici ca fiind cea mai mare voce din muzica ușoară  românească.

## Biografie
La data de 12 mai 1942, se naște la București Aurelian Andreescu, părinții lui fiind Spiridon Andreescu și Maria Andreescu. 
În 1963-Debutează la „Festivalul Național de Muzică Ușoară Mamaia” la prima ediție, cu melodia „În tot ce e frumos pe lume” de Elly Roman. 
În 1965-Se angajează la Teatrul „Constantin Tănase”, din București. (împreună cu colectivul teatrului fac turnee în numeroase țări din Europa, dar și în Cuba, Turcia, Israel). 
1968-  Obține locul al III-lea la Festivalul Internațional al Cântecului de la Sopot, Polonia, la „Ziua discului”.
1971- Face parte din echipa României (alături de Aura Urziceanu și Mihaela Mihai) care cucerește Cupa Europei la Concursul de la Knokke, Belgia. (Cel mai important premiu câștigat vreodată în muzica ușoară românească). 
1972 – Participă la „Festivalul Național de Muzică  Ușoară Mamaia”, cu piesa „Un fluture și-o pasăre” (muzică: Florin Bogardo, text:Ioana Diaconescu), și obține Premiul al III – lea. 
1973 – Marius Țeicu îi încredințează lui Aurelian Andreescu melodia „Oameni”. Șlagărul s-a bucurat de mare succes la acel timp. 
1973- Participă la „Festivalul Național de Muzică Ușoară Mamaia”, cu piesa „Tu ești primăvara mea” (muzică: Florin Bogardo, text: Ioana Diaconescu), și obține Mențiune.
1975 – Participă la” Festivalul Național de Muzică Ușoară Mamaia", la secțiunea Creație, cu piesa „Copacul” (muzică: Jolt Kerestely, text: Ovidiu Dumitru), și obține premiul al III – lea. 
1976- Face parte din turneul organizat de actorul Amza Pellea, la Gura Humorului, alături de Mihaela Runceanu. 
1976- Participă la" Festivalul Național de Muzică Ușoară Mamaia", cu piesa "Dorul" (muzică: Vasile V. Vasilache, text: Gheorghe Vîlcu), și obține premiul al II-lea.  
1980 ( 15 decembrie) – Împreună cu Mariella, soția sa, înfiază un băiat în vârstă de 2 ani, abandonat la „Leagănul de Copii”. Aceștia îi pun numele Mirel. Nașii de botez ai copilului sunt Cornel Constantiniu, și soția sa, Domnița Constantiniu. 
În seara de 22 iulie 1986, este aplaudat pentru ultima oară, pe scena restaurantului "Perla Mării", Eforie Nord. Din cauza bolii de care suferea (ciroza hepatică), intra în comă și moare, în aceeași seară, la Spitalul Județean Constanța. 
La 24 iulie 1986 este înmormântat la Cimitirul Ghencea Civil.  
De altfel, Aurelian Andreescu a cantat și în diferite filme:  
-"Casa neterminată" - 1964  
-"Veronica" și "Veronica se întoarce" - 1972,1973.  
-"Felix și Otilia" - 1972 
-"Rămășagul" - 1984  

## Cariera muzicală
A debutat la Festivalul Național de Muzică "Mamaia" la prima ediție, în anul 1963, cu melodia  "În tot ce e frumos pe lume" de Elly Roman. A fost unul dintre cei mai "curtați" interpreți de muzică ușoară de către compozitorii vremii. Aurelian Andreescu a susținut programe muzicale la cele mai selecte baruri și cluburi de noapte din București și de pe litoral.
Din anul 1965 s-a angajat la Teatrul de revistă "Constantin Tănase". Împreună cu colectivul teatrului a efectuat turnee în mai multe țări din Europa, precum și în Israel, Cuba, Turcia. În anul 1968 a obținut locul al III-lea la Festivalul Internațional al Cântecului de la Sopot, Polonia, la "Ziua discului". A făcut parte din echipa României (alături de Aura Urziceanu și Mihaela Mihai) care a cucerit Cupa Europei la Concursul de la Knokke, Belgia în anul 1971. În anul 1973 Aurelian Andreescu a reprezentat România la Olimpiada Cântecului de la Atena, cu melodia "Alerg printre stele" a compozitorului Radu-Eugeniu Gheorghiu și a deschis recitalul lui Johnny Hallyday. De-a lungul carierei, a înregistrat peste 200 de melodii.

## Moștenire
Din anul 1993, la teatrul Constantin Tănase are loc anual Festivalul de Muzică Ușoară "Aurelian Andreescu". Lucky Marinescu a plecat din România în 1985, iar la revenirea în țară, alături de regretatul ei soț, Constantin Barbu, a fost unul dintre oamenii care au sponsorizat Festivalul "Aurelian Andreescu", contribuind financiar, și făcând parte din juriu. Mihai Trăistariu a fost descoperit în urma participării la acest festival. Primul câștigător al Trofeului "Aurelian Andreescu" este Marian Stere, actualmente textier și redactor la Radio România Internațional.
Lucky Marinescu este de părere că numele lui Aurelian Andreescu trebuie reactualizat, așa cum trebuie să se întâmple cu alte nume mari, cum ar fi Dan Spătaru, Laura Stoica sau Gil Dobrică.

## Despre Aurelian Andreescu
„Aurelian Andreescu a fost probabil cel mai valoros interpret pe care l-a avut muzica ușoară românească din timpul său, și nu numai. Cânta pentru satisfacția sa . Avea vocea tremolată, viguroasă, încânta publicul, pe care l-a iubit și respectat totdeauna. Era echilibrat și avea sufletul nobil.”—Temistocle Popa
„A fost cea mai valoroasă voce masculină a muzicii ușoare românești. Avea un timbru și o culoare a vocii inconfundabile. Era singurul cu adevărat - o voce.”—Titel Popovici
„Cântecul a fost cel care ne-a unit, punând temelia unei prietenii trainice. M-a impresionat de prima dată datorită caracterului său excepțional. A fost unul dintre puținii care și-au respectat cu adevărat cariera.”—Aura Urziceanu
„Era, contrar aparentelor, un barbat foarte timid, introvertit, cu un respect deosebit pentru familie si traditii. Era foarte gospodar,ii placea sa faca piata, sa gateasca, sa puna muraturi, sa pregateasca preparatele de sarbatori. Era un om extrem de curat si de ordonat, de organizat. Pus pe glume si pe sotii cu prietenii si colegii, isi iubea si respecta colegii si era foarte revoltat de conditiile de munca si de plata ale artistilor. A ajutat multi compozitori si cantareti in carierele lor artistice si s-a luptat cu autoritatile, cu mult curaj pentru dreptul la pensie pentru artistii liber profesionisti. N-avea teama sa vorbeasca deschis despre ce simtea, nu l-au speriat niciodata consecintele. Era un om curajos. Firea lui profund serioasa, traditionalista si-a ascuns-o sub masca baiatului vesel, non-conformist, excentric. El lansa moda in Romania, avea curajul sa poarte culori si modele inovatoare, neobisnuite pentru epoca respectiva, avea curajul sa cante in engleza la baruri si chiar pe scena Festivalului de la Mamaia, intr-un recital care a facut multa valva cred prin 1974-1975, unde a fost acompaniat de trupa Rosu si Negru, condusa de genialul Nancy Brandes care, in prezent, este unul din cei mai importanti compozitori si dirijori din Israel. Era un indragostit de natura, ne petreceam vacantele cu rucsacele in spinare, cate doua saptamani prin munti. Ii placeau voiajele, adora sa cunoasca locuri noi, oameni noi. Vizita muzee, obiective culturale, era foarte bine informat, avea simt de observatie ascutit si tinea minte totul. Era ghidul nostru in turnee, cunostea locuri si evenimente istorice. Romania o cunostea, centimetru cu centimetru si nu exagerez cu nimic cand spun asta! Invata limbi straine cu o usurinta rar intalnita, se descurca foarte bine in rusa, franceza, engleza, spaniola si italiana. Ii placeau lucrurile de calitate, mobilele scumpe, stil, covoarele scumpe,de peste tot,din strainatate, cumpara obiecte de arta ca un fin cunoscator. Avea un gust desavarsit...”—Mariella Andreescu
„Aurelian avea capacitatea unică de a imprima oricărei melodii darul său, harul său, de aceea orice cânta el era hit sau devenea hit. A fost de neînlocuit.”—Mihai Constantinescu
„Era o prezență tonică, mereu pus pe glume, optimist, plin de viață, admirabil prieten.”—Alexandru Arșinel
„Aurelian Andreescu era un om frumos din toate punctele de vedere și un mare caracter.”—Corneliu Vadim Tudor

## Discografie
- Succese internaționale (1973, Electrecord)
- Cele mai frumoase melodii (1986, Electrecord)
- Aurelian Andreescu (2002)
- Aurelian Andreescu. Muzică de colecție (2007, Jurnalul Național)

## Piese din repertoriu
Melodii originale, în ordinea alfabetică : 
- Ai trecut iar pe strada mea (Ramon Tavernier)
- Alerg printre stele (Radu-Eugeniu Gheorghiu)
- Amintirea mea (Jolt Kerestely)
- Ana (George Grigoriu)
- Ar fi de-ajuns (Ion Cristinoiu / Mihai Dumbravă)
- Când vei veni iar lângă mine (Alexandru Mandy)
- Cântă-mi să uit dragostea (Ion Vasilescu / Nicolae Vlădoianu)
- Cântec de leagăn (Horia Moculescu / Eugen Rotaru)
- Ce bine-ar fi să fie așa (Dan Ardelean / George Mihalache)
- Ce-ți pasă ție (Dan Beizadea / Puiu Vasiliu
- Constelația Iubirii (Zsolt Kerestely)
- Copacul (Zsolt Kerestely)
- Cu cine semeni dumneata? (Vasile Veselovski / Mihai Maximilian)
- Cu Noi (Zsolt Kerestely)
- Daniela (Marcel Dragomir)
- Fluierând pe stradă (Vasile Veselovski / Mihai Maximilian, Bogdan Caus)
- Gânduri (Nancy Brandes / Ovidiu Dumitru)
- Gentleman (Henri Mălineanu)
- Inima mea e a ta (George Grigoriu / Angel Grigoriu, Romeo Iorgulescu)
- Inima noastră (Jolt Kerestely)
- Iubesc (Petre Mihăescu / Ovidiu Dumitru)
- Iubirea cea mare (Florin Bogardo)
- În tot ce e frumos pe lume (Elly Roman / Sasa Georgescu)
- Lângă fereastra ei (Jolt Kerestely)
- Loc de popas (Jolt Kerestely)
- Lumea (Marcel Dragomir / Ovidiu Dumitru)
- Merit eu (Vasile Veselovski / Mihai Maximilian)
- Mi-ai spus că mă iubești (Mișu Iancu)
- Muzica (Marius Țeicu / Ovidiu Dumitru)
- Oameni (Marius Țeicu / Ovidiu Dumitru)
- O perla de fata (George Grigoriu)
- Nu cred în stele (Vasile V. Vasilache)
- Nu mă citi (Horia Moculescu)
- Nu știi cîtă iubire (Ion Cristinoiu)
- Pentru Dragoste (Marcel Dragomir)
- S-a lăsat cortina (Vasile Veselovski / Mihai Maximilian)
- Serenada Twist (Florentin Delmar)
- Și plouă (Radu Șerban)
- Ștrengărița (Noru Demetriad / Mihai Dumbravă)
- Te-am căutat (Jolt Kerestely)
- Te iubesc (Dan Beizadea)
- Te-ai schimbat (Petre Mihăiescu / Aurel Storin)
- Tu ești primăvara mea (Florin Bogardo)
- Un fluture și-o pasăre (Florin Bogardo / Ioana Diaconescu)
- Vino, vino, dragoste (Marius Țeicu / Eugen Rotaru)
- Vise (Paul Urmuzescu / Mihai Dumbravă)
- Vreau numai soare (Dan Ardelean / Gheorghe E. Marian)

Melodii din repertoriul internațional:
- Bună dimineața, micuță stea (Rado, Ragny, M. Dermott / Gheorghe E. Marian)
- Nu uita (Rado, Ragny / Cecilia Silvestri)
- Pentru Maria (Murray, Callander / Eugen Rotaru)
- Love story (Francis Lai / Aurel Felea)
- O chema Ninette (Hildebrandt / Aurel Felea)
- Valuri albe (Christie-Yellow river / Aurel Felea)
- Pașii mei (Barry Gibb / Aurel Felea)
- Vei veni (Beatles - Let It Be)
- De ce n-am replică în glas (Kenny Rogers - Ruby, Don't Take Your Love To Town)